# イッピン
イッピンは、2012年10月2日から2023年3月24日まで放送されたNHKBSプレミアムのドキュメンタリー番組である。
現在はイッピン スペシャルがNHK BSにて不定期で放送されている。

## 概要
工芸品など、日本各地に伝わる優れた職人技が生み出すイッピン（「逸品」・「一品」）の人気の理由を探るため、女性芸能人のレポーター「イッピン・リサーチャー」が、産現場を訪れて科学的なアプローチや驚きの映像で迫り、すぐれた技術の秘密を解き明かす。

## 放送時間

### 番組終了時点
- BSプレミアム・BS4K（同時放送）
  - 金曜日 19:30 - 20:00（不定期(概ね隔週)[3]）
  - 毎週火曜日 12:00 - 12:30（再放送）
- 地上波（総合テレビ）（セレクション）：毎週日曜日 4:30 - 5:00[4]

### それ以前の放送時間
- BSプレミアム
  - 毎週火曜日 19:30 - 20:00
  - 毎週水曜日 12:30 - 13:00（再放送）

## 取り上げたイッピン
「イッピン・リサーチャー」が出演しなかった回は除外している。
| 回数    | 初回放送日     | 都道府県 | イッピン                   | サブタイトル                                   | イッピン・リサーチャー（レポーター） |
| ------- | -------------- | -------- | -------------------------- | ---------------------------------------------- | ------------------------------------ |
| 第1回   | 2012年10月2日  | 東京都   | 江戸切子                   | きらきら光る下町のダイヤモンド                 | 杉浦太陽                             |
| 第2回   | 2012年10月9日  | 愛知県   | 瀬戸焼                     | やきものは七変化！                             | 山崎樹範                             |
| 第3回   | 2012年10月16日 | 北海道   | 旭川家具                   | かわいい！心地いい！木のイス                   | 森泉                                 |
| 第4回   | 2012年10月23日 | 愛媛県   | 今治タオル                 | ふんわり天使の肌触り                           | 田丸麻紀                             |
| 第5回   | 2012年11月6日  | 埼玉県   | 川口鋳物                   | 鍋にフライパン 無骨だけど強いんです            | 山崎樹範                             |
| 第6回   | 2012年11月13日 | 山梨県   | 甲州ワイン                 | 和食にピッタリ魔法の飲み物                     | 押切もえ                             |
| 第7回   | 2012年11月27日 | 岐阜県   | 美濃和紙                   | 繊細にして大胆！水が生み出す芸術品             | 篠山輝信                             |
| 第8回   | 2012年12月4日  | 長野県   | 木曽漆器                   | 山里生まれのクールなお椀！                     | 田中美里                             |
| 第9回   | 2012年12月18日 | 愛知県   | 三河木綿                   | しっかりふわふわ魔法の布地                     | 森泉                                 |
| 第10回  | 2012年12月25日 | 石川県   | 金箔(ぱく)                 | 10000分の1ミリの黄金世界                       | 虻川美穂子                           |
| 第11回  | 2013年1月8日   | 広島県   | 西条の酒                   | 甘くてやわらか 名水の味                        | 押切もえ                             |
| 第12回  | 2013年1月15日  | 新潟県   | 燕のカトラリー             | ぴっかぴか輝くフォークとナイフ                 | 緒川たまき                           |
| 第13回  | 2013年1月29日  | 福島県   | 川俣シルク                 | 薄くきらめく羽衣                               | 中島史恵                             |
| 第14回  | 2013年2月12日  | 三重県   | 四日市萬古焼(ばんこやき)   | “あつあつ”は土鍋におまかせ！                   | 白鳥久美子                           |
| 第15回  | 2013年2月19日  | 山梨県   | ジュエリー                 | 世界が愛した！日本生まれのきらきらジュエリー   | 田中美里                             |
| 第16回  | 2013年3月12日  | 神奈川県 | 小田原箱根の寄木細工       | 木々が織りなす鮮やかなモザイク模様             | ユージ                               |
| 第17回  | 2013年3月26日  | 和歌山県 | 紀州備長炭                 | 森林が作る万能燃料！                           | 宍戸開                               |
| 第18回  | 2013年4月2日   | 兵庫県   | 豊岡のかばん               | クールな大人のランドセル                       | 眞鍋かをり                           |
| 第19回  | 2013年4月9日   | 埼玉県   | 大宮の盆栽                 | ジャパニーズ・グリーンの小宇宙                 | 黒谷友香                             |
| 第20回  | 2013年4月16日  | 福岡県   | 辛子明太子                 | 博多生まれのピリ辛味                           | 杉山愛                               |
| 第21回  | 2013年4月23日  | 静岡県   | プラモデル                 | 夢生み出す精巧な模型                           | 賀集利樹                             |
| 第22回  | 2013年5月7日   | 奈良県   | 靴下                       | やさしいフィット感に技あり！                   | 安めぐみ                             |
| 第23回  | 2013年5月14日  | 岐阜県   | 食品サンプル               | 本物そっくり おいしさのカタチ                  | 篠原ともえ                           |
| 第24回  | 2013年5月28日  | 大分県   | 別府の竹細工               | しなやかに変幻自在                             | 浅見れいな                           |
| 第25回  | 2013年6月4日   | 佐賀県   | 有田焼                     | 華麗に大変身する磁器                           | 南明奈                               |
| 第26回  | 2013年6月11日  | 岡山県   | 倉敷ジーンズ               | 世界が認めたニッポンのデニム                   | 平岳大                               |
| 第27回  | 2013年6月25日  | 長野県   | ギター                     | 木工職人が生み出す 究極の音色                  | 山本耕史                             |
| 第28回  | 2013年7月2日   | 新潟県   | ニシキゴイ                 | 里山の“泳ぐ宝石”                               | 山崎樹範                             |
| 第29回  | 2013年7月9日   | 福井県   | 塗り箸                     | キラキラ！若狭湾の海模様                       | 映美くらら                           |
| 第30回  | 2013年7月23日  | 茨城県   | 結城紬（つむぎ）           | 根気が紡ぐぜいたくな布                         | 安めぐみ                             |
| 第31回  | 2013年7月30日  | 北海道   | チーズ                     | 北の大地が育むおいしさ                         | 渡部豪太                             |
| 第32回  | 2013年8月27日  | 福岡県   | 大川家具                   | 木を生かす魅惑のデザイン                       | 岡田義徳                             |
| 第33回  | 2013年9月3日   | 千葉県   | 醤油                       | 世界が認めた江戸の味                           | コウケンテツ                         |
| 第34回  | 2013年9月17日  | 福島県   | 会津塗                     | モダンでシックなモノ作り                       | 芦名星                               |
| 第35回  | 2013年9月24日  | 兵庫県   | 真珠宝飾                   | キラリ輝くネックレス                           | 知花くらら                           |
| 第36回  | 2013年10月1日  | 滋賀県   | 麻                         | やさしい着心地・自然の風合い                   | 奥山佳恵                             |
| 第37回  | 2013年10月8日  | 栃木県   | 大谷石                     | 受け継がれる名工の神業                         | とよた真帆                           |
| 第38回  | 2013年10月15日 | 富山県   | 高岡銅器                   | 世界も驚く！変幻自在の色とカタチ               | 川上麻衣子                           |
| 第39回  | 2013年10月22日 | 島根県   | 和菓子                     | 幻の殿様スイーツ                               | 田中美里                             |
| 第40回  | 2013年11月5日  | 岐阜県   | 包丁                       | 世界に誇る美と切れ味                           | コウケンテツ                         |
| 第41回  | 2013年11月12日 | 福井県   | 眼鏡                       | スタイリッシュで機能的                         | 緒川たまき                           |
| 第42回  | 2013年11月26日 | 栃木県   | 益子焼                     | 素朴で温か・ふだん使いの美                     | 豊田エリー                           |
| 第43回  | 2013年12月17日 | 奈良県   | 墨                         | 奥深い黒の世界                                 | 高梨臨                               |
| 第44回  | 2013年12月24日 | 兵庫県   | 淡路瓦                     | 空に輝く銀色の波模様                           | 生方ななえ                           |
| 第45回  | 2014年1月7日   | 山形県   | 鋳物                       | すてきなポットでお茶を                         | 映美くらら                           |
| 第46回  | 2014年1月14日  | 香川県   | 手袋                       | 世界の手を包む                                 | 山田優                               |
| 第47回  | 2014年1月28日  | 岩手県   | 箪笥                       | みちのく発のユニーク家具                       | 小野真弓                             |
| 第48回  | 2014年2月4日   | 高知県   | 土佐紙                     | 薄くてしなやか 極上の紙                        | 押切もえ                             |
| 第49回  | 2014年2月11日  | 石川県   | 山中漆器                   | 極限まで木を挽く！                             | 加藤夏希                             |
| 第50回  | 2014年3月4日   | 京都府   | 金網細工                   | 影まで美しい繊細な模様                         | 牧瀬里穂                             |
| 第51回  | 2014年3月11日  | 福岡県   | 博多織                     | つよくしなやか 輝く帯                          | 田丸麻紀                             |
| 第52回  | 2014年3月25日  | 兵庫県   | 靴                         | 手仕事が生む自分だけの一足                     | 西田ひかる                           |
| 第53回  | 2014年4月1日   | 三重県   | キッチン鋳物               | おいしさ作る魅力の調理道具                     | 平山あや                             |
| 第54回  | 2014年4月8日   | 静岡県   | 駿河竹千筋細工             | 竹が描くしなやかな曲線                         | 豊田エリー                           |
| 第55回  | 2014年4月15日  | 佐賀県   | 唐津焼                     | 料理とお酒を楽しく                             | 中越典子                             |
| 第56回  | 2014年4月29日  | 岐阜県   | 飛騨の家具                 | カーブが生みだす木の表情                       | 黒谷友香                             |
| 第57回  | 2014年5月6日   | 山梨県   | 甲州織物                   | 変幻自在！カラフルに輝く布 山梨 甲州織物       | 映美くらら                           |
| 第58回  | 2014年5月13日  | 栃木県   | 木製品                     | シンプルで精巧な仕掛け 栃木 鹿沼の木工         | 中山エミリ                           |
| 第59回  | 2014年5月27日  | 宮城県   | 鳴子こけし                 | 東北のカワイイ 世界へ！ 宮城 鳴子こけし        | 安めぐみ                             |
| 第60回  | 2014年6月3日   | 新潟県   | 刃物                       | スパッと切れる！の秘密～新潟 三条の刃物        | 南沢奈央                             |
| 第61回  | 2014年6月10日  | 岐阜県   | 家具                       | カーブが生みだす木の表情 岐阜 飛騨の家具       | 黒谷友香                             |
| 第62回  | 2014年6月17日  | 大分県   | 下駄                       | 足元涼やか おしゃれ履物 大分 日田下駄（げた）  | 美波                                 |
| 第63回  | 2014年6月24日  | 石川県   | 輪島の器                   | カジュアルにふだん使い！ 石川 輪島の器         | 小泉里子                             |
| 第64回  | 2014年7月8日   | 東京都   | 浴衣                       | 夏の小粋な江戸っ子ファッション 東京 本染ゆかた | 牧瀬里穂                             |
| 第65回  | 2014年7月15日  | 愛媛県   | 砥部焼                     | ぽってりやさしい 家族の器 愛媛 砥部焼          | はしのえみ                           |
| 第65回  | 2014年7月29日  | 岡山県   | 帽子                       | 風を呼ぶ麦わら帽子 岡山 帽子                   | 滝沢沙織                             |
| 第66回  | 2014年8月19日  | 岩手県   | 南部鉄器                   | チャーミングに七変化                           | とよた真帆                           |
| 第67回  | 2014年9月2日   | 福岡県   | いぐさ製品                 | 心をほぐすモダンの和                           | 中山エミリ                           |
| 第68回  | 2014年9月9日   | 三重県   | 伊賀焼                     | おいしさ生みだす 魔法の土鍋                    | 一色紗英                             |
| 第69回  | 2014年9月30日  | 広島県   | 熊野筆                     | 極上の毛先で 心地よく美しく                    | 加藤夏希                             |
| 第70回  | 2014年10月7日  | 群馬県   | 桐生織物                   | 華麗に織りなす色と柄                           | KIKI                                 |
| 第71回  | 2014年10月14日 | 和歌山県 | シュロ製品                 | 心地よい天然素材のロングセラー                 | 白石美帆                             |
| 第72回  | 2014年10月21日 | 富山県   | 高岡の螺鈿（らでん）       | キラキラ輝く虹色の世界                         | 安田美沙子                           |
| 第73回  | 2014年10月28日 | 青森県   | 弘前の木製品               | 森から生まれた柔らかな光                       | 宮﨑香蓮                             |
| 第74回  | 2014年11月4日  | 岩手県   | 浄法寺塗                   | 使うほどに艶（つや）が深まる器                 | 前田亜季                             |
| 第75回  | 2014年11月11日 | 新潟県   | 加茂の桐（きり）製品       | 軽くてやわらか！ぬくもりインテリア             | 映美くらら                           |
| 第76回  | 2014年11月25日 | 山梨県   | 甲州印伝                   | 革に輝く小粋な文様                             | 生方ななえ                           |
| 第77回  | 2014年12月9日  | 福岡県   | 小石原焼                   | 素朴な模様の 暮らしの器                        | 加藤夏希                             |
| 第78回  | 2014年12月23日 | 北海道   | 小樽のガラス               | きらめくガラスに 命を吹き込む                  | 豊田エリー                           |
| 第79回  | 2015年1月6日   | 愛媛県   | 大洲和紙                   | 紙 大変身！華やぐ空間                          | 藤澤恵麻                             |
| 第80回  | 2015年1月13日  | 大阪府   | 金属製キッチンツール       | メタルな光でおいしい生活                       | ラブリ                               |
| 第81回  | 2015年1月27日  | 岩手県   | 鳥越竹細工                 | 千年のぬくもりと手ざわり                       | 原田夏希                             |
| 第82回  | 2015年2月3日   | 京都府   | がま口                     | パチンと響く かわいいレトロ                    | 中越典子                             |
| 第83回  | 2015年2月17日  | 香川県   | 漆器                       | 彩りを生み出す超絶技巧                         | 南沢奈央                             |
| 第84回  | 2015年3月3日   | 愛知県   | 有松・鳴海絞り             | “にじみ”が決め手！ぬくもりの手ぬぐい           | 平山あや                             |
| 第85回  | 2015年3月10日  | 兵庫県   | 播州のはさみ               | 握って 切って 気持ちイイ！                     | 水沢エレナ                           |
| 第86回  | 2015年3月24日  | 石川県   | 九谷焼                     | 色で勝負！華やぎの器                           | 安田美沙子                           |
| 第87回  | 2015年4月7日   | 奈良県   | 蚊帳生地ふきん             | 優しくてたくましい 台所の味方                  | 小野ゆり子                           |
| 第88回  | 2015年4月14日  | 長崎県   | 波佐見焼                   | スマートに便利に いつだって庶民的              | 内山理名                             |
| 第89回  | 2015年4月21日  | 新潟県   | 燕の金属グラス             | キラリ おいしいに乾杯！                        | 生方ななえ                           |
| 第90回  | 2015年5月5日   | 山形県   | 天童の木製品               | 木に柔らかく美しい曲線を                       | 加藤夏希                             |
| 第91回  | 2015年5月12日  | 沖縄県   | やちむん                   | みんなに笑顔を おおらかな器                    | 白石美帆                             |
| 第92回  | 2015年5月26日  | 福岡県   | 久留米絣（がすり）         | かすれにほっこり                               | 藤澤恵麻                             |
| 第93回  | 2015年6月2日   | 岐阜県   | 飛騨春慶                   | 漆と木が生み出す琥珀（こはく）色の輝き         | ともさかりえ                         |
| 第94回  | 2015年6月9日   | 香川県   | 高松の石製品               | 美しい石を暮らしの中に                         | 原田夏希                             |
| 第95回  | 2015年6月23日  | 青森県   | こぎん刺し                 | 針と糸が作る ひし形の宇宙                      | 大後寿々花                           |
| 第96回  | 2015年6月30日  | 滋賀県   | 木製食器                   | 徹底的に！自由に！木の魅力を生かす             | 吉木りさ                             |
| 第97回  | 2015年7月14日  | 富山県   | 越中和紙                   | もたれて かぶって 破れない                     | 安田美沙子                           |
| 第98回  | 2015年7月21日  | 兵庫県   | 豊岡の柳細工               | しなやかで美しく 柳を編む                      | 映美くらら                           |
| 第99回  | 2015年7月28日  | 福島県   | 会津本郷焼                 | 暮らしを彩る みちのくの器                      | 芦名星                               |
| 第100回 | 2015年8月18日  | 福井県   | 越前打刃物                 | 切れる！だけでは物足りない                     | 黒谷友香                             |
| 第101回 | 2015年9月15日  | 長野県   | 南木曽のろくろ細工         | 丸くてなめらか 心地いい白木                    | 生方ななえ                           |
| 第102回 | 2015年9月22日  | 秋田県   | 川連漆器                   | 斬新！丈夫！挑戦する漆                         | 水沢エレナ                           |
| 第103回 | 2015年9月29日  | 鹿児島県 | 薩摩（さつま）切子         | 夢幻にきらめく 彩りのガラス                    | 内山理名                             |
| 第104回 | 2015年10月6日  | 京都府   | くみひも                   | 糸があやなす千年の美                           | 知花くらら                           |
| 第105回 | 2015年10月20日 | 島根県   | 出雲地方の焼き物           | 使いやすく 美しく 器を極める                   | 牧瀬里穂                             |
| 第106回 | 2015年10月27日 | 東京都   | 墨田の皮革製品             | 柔らか！丈夫！豚革 変幻自在                    | 野村佑香                             |
| 第107回 | 2015年11月10日 | 福岡県   | 博多人形                   | 優美にたたずみ ポップに変身！                  | 原沙知絵                             |
| 第108回 | 2015年11月17日 | 岩手県   | ホームスパン               | 手紡ぎのぬくもり                               | 前田亜季                             |
| 第109回 | 2015年11月24日 | 北海道   | 札幌・江別の焼き物         | 北の大地 あたたかな器                          | 芹那                                 |
| 第110回 | 2015年12月8日  | 愛知県   | 常滑焼                     | モダンな急須で ホッと一息                      | 鈴木ちなみ                           |
| 第111回 | 2015年12月15日 | 青森県   | 南部裂織（さきおり）       | 鮮やか！あたたか！布のルネサンス               | 加藤夏希                             |
| 第112回 | 2015年12月22日 | 大阪府   | 堺打刃物                   | 極上の切れ味と輝き                             | 滝沢沙織                             |
| 第113回 | 2016年1月5日   | 山口県   | 萩の竹製品                 | しなやかに 美しく                              | 有森也実                             |
| 第114回 | 2016年1月12日  | 三重県   | 伊勢型紙                   | モダンで精緻！“文様の美”写す紙                 | 安田美沙子                           |
| 第115回 | 2016年2月2日   | 徳島県   | 藍染（あいぞめ）           | 色の深さで勝負！ジャパンブルー                 | 内藤理沙                             |
| 第116回 | 2016年2月9日   | 埼玉県   | 行田の足袋                 | 伝統のはき心地 でも斬新！                      | 尾上紫                               |
| 第117回 | 2016年2月16日  | 宮城県   | 仙台の漆器                 | 神秘の模様 輝く光                              | 白石美帆                             |
| 第118回 | 2016年3月1日   | 神奈川県 | 小田原の木製品             | 見て 触れて 楽しむカタチ                       | AYUMI                                |
| 第119回 | 2016年3月8日   | 福島県   | 奥会津編み組（くみ）細工   | 自然を生かす“太古”のワザ                       | 雛形あきこ                           |
| 第120回 | 2016年3月15日  | 富山県   | 高岡の金属製品             | 変幻自在で心地よい                             | 吉木りさ                             |
| 第121回 | 2016年4月5日   | 沖縄県   | 紅型（びんがた）           | 南国の色と風を映す                             | 野村佑香                             |
| 第122回 | 2016年4月12日  | 徳島県   | 大谷焼                     | 上品！豪快！味わいの器                         | 藤澤恵麻                             |
| 第123回 | 2016年4月19日  | 長野県   | お六櫛（ぐし）             | 美しい髪を生み出すロングセラー                 | 原田夏希                             |
| 第124回 | 2016年5月3日   | 秋田県   | 大館 曲げわっぱ            | 曲げておいしい杉の器                           | 加藤ローサ                           |
| 第125回 | 2016年5月10日  | 岡山県   | 倉敷のガラス製品           | 多彩な色 きらめく                              | 黒谷友香                             |
| 第126回 | 2016年5月24日  | 岐阜県   | 関の金属製品               | 暮らしにクールな輝きを                         | 映美くらら                           |
| 第127回 | 2016年5月31日  | 滋賀県   | 信楽焼                     | 心地よい暮らしの道具                           | 生方ななえ                           |
| 第128回 | 2016年6月7日   | 京都府   | 丹後ちりめん               | 輝く絹“しぼ”の奥深い世界                       | 小野ゆり子                           |
| 第129回 | 2016年6月21日  | 山梨県   | 和紙製品                   | 紙をモダンに！                                 | 南沢奈央                             |
| 第130回 | 2016年6月28日  | 福井県   | 越前漆器                   | モダン！便利！進化する器                       | 堀田茜                               |
| 第131回 | 2016年7月12日  | 岐阜県   | 美濃焼                     | 極限まで薄く 美しく                            | 徳永えり                             |
| 第132回 | 2016年7月19日  | 宮城県   | 鳴子漆器                   | 個性で勝負！湯の里の漆器                       | 安田美沙子                           |
| 第133回 | 2016年7月26日  | 大阪府   | 錫（すず）製品             | 夏を涼しく やわらかく                          | 宮﨑香蓮                             |
| 第134回 | 2016年8月23日  | 茨城県   | 笠間焼                     | 多彩な器！活気あふるる陶芸の里                 | 中山エミリ                           |
| 第135回 | 2016年9月6日   | 青森県   | 津軽塗                     | これって 本当に漆器？                          | 生方ななえ                           |
| 第136回 | 2016年9月13日  | 長崎県   | ガラス                     | 西洋への憧れ きらめく                          | 宮澤エマ                             |
| 第137回 | 2016年9月27日  | 長野県   | 松本の木製品               | 座り心地抜群！愛される木の椅子                 | 山田まりや                           |
| 第138回 | 2016年10月4日  | 福岡県   | 久留米の靴                 | 疲れない！楽しい！スニーカー                   | 中越典子                             |
| 第139回 | 2016年10月11日 | 岐阜県   | ヒノキ製品                 | 食卓に木のぬくもりを                           | 内藤理沙                             |
| 第140回 | 2016年10月18日 | 鹿児島県 | 薩摩（さつま）焼           | 優美な白！武骨な黒！                           | 内山理名                             |
| 第141回 | 2016年10月25日 | 石川県   | 珪藻土（けいそうど）製品   | 魔法の土で おいしく 快適に                     | 安座間美優                           |
| 第142回 | 2016年11月8日  | 福島県   | 会津木綿                   | あったかオシャレに！多彩な縞の世界             | 白石美帆                             |
| 第143回 | 2016年11月15日 | 山梨県   | ジュエリー                 | 無限の輝き                                     | 原田夏希                             |
| 第144回 | 2016年11月29日 | 群馬県   | ガラス製品                 | 心ときめく 華麗な輝き                          | 吉木りさ                             |
| 第145回 | 2016年12月13日 | 京都府   | 絞り染め                   | 飛び出す！千年の模様                           | 知花くらら                           |
| 第146回 | 2016年12月20日 | 静岡県   | 漆製品                     | 奇抜で 心地いい！？                            | 高梨臨                               |
| 第147回 | 2016年12月27日 | 秋田県   | 角館の樺（かば）細工       | みちのく発！優美な輝き                         | 藤澤恵麻                             |
| 第148回 | 2017年1月10日  | 沖縄県   | ガラス製品                 | やさしさを泡にこめて                           | 中越典子                             |
| 第149回 | 2017年1月24日  | 大分県   | 小鹿田（おんた）焼         | 素朴が大好き！山里の器                         | 三倉茉奈                             |
| 第150回 | 2017年1月31日  | 山形県   | 羊毛製品                   | 足元のおもてなし ふかふか！カーペット          | 南沢奈央                             |
| 第151回 | 2017年2月14日  | 東京都   | 七宝                       | 鮮やか！色あせない輝き                         | 森泉                                 |
| 第152回 | 2017年2月28日  | 山口県   | 萩焼                       | やわらかに！モダンに！                         | 中山エミリ                           |
| 第153回 | 2017年3月21日  | 広島県   | グラスビーズ               | 輝け ガラス一粒の宇宙                          | 新妻聖子                             |
| 第154回 | 2017年3月28日  | 神奈川県 | 金属製品                   | 町工場発 匠（たくみ）の技でおいしく！          | おのののか                           |
| 第155回 | 2017年4月4日   | 新潟県   | 小千谷縮                   | 雪国生まれの涼しい着物                         | 知花くらら                           |
| 第156回 | 2017年4月11日  | 福岡県   | 久留米籃胎（らんたい）漆器 | 竹と漆でしなやか！つややか！                   | 笛木優子                             |
| 第157回 | 2017年4月18日  | 長崎県   | 三川内焼                   | 魅惑の青と白 華やぐ器                          | 相楽樹                               |
| 第158回 | 2017年4月25日  | 高知県   | 木製品                     | 触れて感じる 森のぬくもり                      | 生方ななえ                           |
| 第159回 | 2017年5月9日   | 沖縄県   | 琉球漆器                   | 王様の漆器をあなたの食卓に                     | 小野ゆり子                           |
| 第160回 | 2017年5月23日  | 石川県   | 金沢のガラス               | 城下町からうまれたカワイイ器                   | 酒井若菜                             |
| 第161回 | 2017年6月6日   | 神奈川県 | 鎌倉彫                     | 仏師の技で モダンにほのぼの                    | 三倉茉奈                             |
| 第162回 | 2017年6月13日  | 新潟県   | 漆器                       | 変幻自在！漆が竹に 金属に                      | 南沢奈央                             |
| 第163回 | 2017年6月27日  | 京都府   | 京友禅                     | 絵画をまとう優美な楽しみ                       | 藤澤恵麻                             |
| 第164回 | 2017年7月11日  | 埼玉県   | 春日部の麦わら帽子         | エレガントに！快適に！                         | 宮﨑香蓮                             |
| 第165回 | 2017年7月25日  | 静岡県   | 染物                       | くっきり鮮やか！天然モダン                     | 鈴木ちなみ                           |
| 第166回 | 2017年8月1日   | 富山県   | ガラス製品                 | 暮らしにアートと輝きを                         | 知花くらら                           |
| 第167回 | 2017年8月15日  | 香川県   | 革製品                     | 丈夫でしなやか！ 手袋がバッグに！？            | 黒谷友香                             |
| 第168回 | 2017年9月5日   | 兵庫県   | 丹波焼き                   | 花ひらく！彫りと削りの器                       | 安座間美優                           |
| 第169回 | 2017年9月12日  | 福島県   | 会津塗                     | カラフル！きらめく漆器                         | 堀田茜                               |
| 第170回 | 2017年9月26日  | 北海道   | 旭川の木製品               | 軽くて ピタリ！                                | 相楽樹                               |
| 第171回 | 2017年10月3日  | 岡山県   | 備前焼                     | すっぴんがステキ！                             | 白石美帆                             |
| 第172回 | 2017年10月17日 | 新潟県   | 燕の金属製品               | おいしく！使いやすく！                         | 藤澤恵麻                             |
| 第173回 | 2017年10月24日 | 福岡県   | 高取焼                     | 香り高く！優美に！                             | 中山エミリ                           |
| 第174回 | 2017年10月31日 | 東京都   | 江戸の小紋柄               | よーく見れば 楽しさ無限！                      | 新妻聖子                             |
| 第175回 | 2017年11月7日  | 熊本県   | 小代焼                     | 食卓をあたたかく 華やかに！                    | 宮﨑香蓮                             |
| 第176回 | 2017年11月14日 | 埼玉県   | 秩父銘仙                   | 心ときめく オシャレ着物                        | 野村佑香                             |
| 第177回 | 2017年11月28日 | 宮城県   | 仙台のガラス製品           | キラキラ まばゆく！                            | 南沢奈央                             |
| 第178回 | 2017年12月12日 | 長野県   | 戸隠竹細工                 | 編んで丈夫においしく                           | 三倉茉奈                             |
| 第179回 | 2017年12月19日 | 愛知県   | 尾張七宝                   | 透明な輝きの小宇宙                             | 生方ななえ                           |
| 第180回 | 2017年12月26日 | 沖縄県   | 久米島紬                   | 素朴に エレガントに！                          | 前田亜季                             |
| 第181回 | 2018年1月9日   | 福岡県   | 小倉織                     | スマートで丈夫！暮らし彩る縞（しま）模様       | 黒谷友香                             |
| 第182回 | 2018年1月23日  | 富山県   | 庄川挽物木地               | うれしい工夫がいっぱいの木製品                 | 田中道子                             |
| 第183回 | 2018年1月30日  | 石川県   | 珠洲焼                     | 手になじみ 目に楽しい黒の器                    | 三倉茉奈                             |
| 第184回 | 2018年2月13日  | 埼玉県   | 岩槻のひな人形             | ポップでキュート あでやかに！                  | 田丸麻紀                             |
| 第185回 | 2018年2月20日  | 岩手県   | 秀衡塗（ひでひらぬり）     | ガラスに映える 千年の技                        | 内山理名                             |
| 第186回 | 2018年3月6日   | 石川県   | 水引細工                   | 結んで 曲げて 華やかに！                       | 堀田茜                               |
| 第187回 | 2018年3月13日  | 愛知県   | 有松・鳴海絞り             | 世界が注目する絞り染め                         | 生方ななえ                           |
| 第188回 | 2018年3月27日  | 島根県   | 石見焼（いわみやき）       | 大きな器が軽やかに変身！                       | 中山エミリ                           |
| 第189回 | 2018年4月3日   | 福島県   | 会津の桐（きり）製品       | 暮らしにほっこり 木のぬくもり                  | 小野ゆり子                           |
| 第190回 | 2018年4月10日  | 福井県   | 越前和紙                   | 丈夫でモダン！ユニークな紙製品                 | 三倉茉奈                             |
| 第191回 | 2018年4月17日  | 佐賀県   | 有田焼                     | 世界を魅せる上品モダン                         | 南沢奈央                             |
| 第192回 | 2018年5月1日   | 兵庫県   | 姫路の革製品               | 持って歩くのが楽しくなる！                     | 生方ななえ                           |
| 第193回 | 2018年5月15日  | 鹿児島県 | 薩摩錫（すず）器           | しなやかに 涼やかに                            | 佐藤藍子                             |
| 第194回 | 2018年5月29日  | 千葉県   | ガラス製品                 | アイデアが止まらない！                         | 中山エミリ                           |
| 第195回 | 2018年6月5日   | 静岡県   | 駿河の下駄（げた）         | 歩きやすくて健康的！                           | 桜庭ななみ                           |
| 第196回 | 2018年6月26日  | 岡山県   | いぐさ製品                 | しなやかに涼やかに                             | 黒谷友香                             |
| 第197回 | 2018年7月10日  | 愛知県   | 瀬戸焼                     | 庶民の器が華麗に変身！                         | 吉木りさ                             |
| 第198回 | 2018年7月17日  | 京都府   | 京ぞうがん                 | 漆黒に浮かぶ金銀の輝き                         | 映美くらら                           |
| 第199回 | 2018年7月31日  | 石川県   | 木製品                     | 木をいかす 新たなカタチ                        | 生方ななえ                           |
| 第200回 | 2018年8月14日  | 岐阜県   | 関の刃物                   | 切れ味鋭く使いやすい                           | 内山理名                             |
| 第201回 | 2018年9月4日   | 群馬県   | 織物                       | 色彩ゆたかに あざやかに」                      | 三倉茉奈                             |
| 第202回 | 2018年9月25日  | 東京都   | 金属製品                   | ちょっとおいしくちょっと豊かに                 | 安田美沙子                           |
| 第203回 | 2018年10月2日  | 栃木県   | 益子焼                     | 彩り自由に みずみずしく！                      | 野村佑香                             |
| 第204回 | 2018年10月16日 | 徳島県   | 木製品                     | 軽やかに！ポップに！                           | 南沢奈央                             |
| 第205回 | 2018年10月30日 | 大阪府   | 堺の手ぬぐい               | 暮らしを彩るモダン柄                           | 生方ななえ                           |
| 第206回 | 2018年11月6日  | 大分県   | 竹細工                     | ピーンと張って 優雅に曲がる                    | 財前直見                             |
| 第207回 | 2018年11月13日 | 静岡県   | 金属加工製品               | 工業技術が暮らしを彩る                         | 中山エミリ                           |
| 第208回 | 2018年11月20日 | 青森県   | ガラス製品                 | 津軽の色を閉じ込めて                           | 佐藤藍子                             |
| 第209回 | 2018年12月4日  | 山形県   | 鶴岡のシルク製品           | 丈夫でしなやか 心地よく                        | 黒谷友香                             |
| 第210回 | 2018年12月18日 | 鳥取県   | 焼き物                     | 暮らしに寄り添うモダンな器                     | 生方ななえ                           |
| 第211回 | 2018年12月25日 | 宮崎県   | 木工品                     | しなりを生かし 優しさをつなぐ                  | 田丸麻紀                             |
| 第212回 | 2019年1月8日   | 宮城県   | 雄勝石                     | 悠久の時が生む 漆黒の器                        | 内山理名                             |
| 第213回 | 2019年1月15日  | 長崎県   | 現川焼（うつつがわやき）   | ▽伝説の古陶 よみがえる技                       | 三倉茉奈                             |
| 第214回 | 2019年1月29日  | 京都府   | 京指物                     | 千年受け継ぐ 優美な木工                        | 安田美沙子                           |
| 第215回 | 2019年2月12日  | 富山県   | 高岡の金属製品             | 伝統の技でスタイリッシュに！                   | 中山エミリ                           |
| 第216回 | 2019年2月26日  | 秋田県   | 銀線細工                   | 繊細で優雅 北国の輝き                          | 笛木優子                             |
| 第217回 | 2019年3月5日   | 東京都   | ガラスの器                 | 華麗にして繊細                                 | 小芝風花                             |
| 第218回 | 2019年3月19日  | 長野県   | 木曽漆器」                 | モダンで斬新！異素材との融合                   | 南沢奈央                             |
| 第219回 | 2019年4月2日   | 沖縄県   | やちむん                   | 海・空・大地を器の中に                         | 佐藤藍子                             |
| 第220回 | 2019年4月9日   | 兵庫県   | 麦わら細工                 | 多彩！絹のような輝き                           | 三倉茉奈                             |
| 第221回 | 2019年4月23日  | 佐賀県   | 肥前吉田焼                 | よりスタイリッシュに！よりモダンに！           | 黒谷友香                             |
| 第222回 | 2019年4月30日  | 岡山県   | 焼き物                     | ふだん使いを美しく なつかしモダン              | 生方ななえ                           |
| 第223回 | 2019年5月21日  | 和歌山県 | ニット製品                 | ふうわり 極上の着心地                          | IMALU                                |
| 第224回 | 2019年5月28日  | 岩手県   | 南部鉄器                   | 進化する 暮らしの器                            | 中山エミリ                           |
| 第225回 | 2019年6月4日   | 北海道   | 革製品                     | 北の大地で生まれたバッグ                       | 田中道子                             |
| 第226回 | 2019年6月18日  | 岐阜県   | 美濃和紙                   | 薄くて丈夫 伝統の技                            | 生方ななえ                           |
| 第227回 | 2019年7月9日   | 長崎県   | 波佐見焼                   | 技の巧みな掛け合わせ                           | 南沢奈央                             |
| 第228回 | 2019年7月16日  | 和歌山県 | 紀州漆器                   | 食卓を華やかに！うるわしの器                   | 前田亜季                             |
| 第229回 | 2019年7月23日  | 栃木県   | 服飾                       | 歴史が育む 技の冴え                            | 鈴木ちなみ                           |
| 第230回 | 2019年8月13日  | 福井県   | メガネ産業                 | かけるだけじゃない！技を生かしたものづくり     | 安田美沙子                           |
| 第231回 | 2019年9月3日   | 京都府   | 工芸品と菓子               | 進化する“みやび”                               | 三倉茉奈                             |
| 第232回 | 2019年9月10日  | 茨城県   | ガラス製品                 | 神秘のきらめき 多彩な造形                      | 白石美帆                             |
| 第233回 | 2019年9月24日  | 秋田県   | 工芸品                     | 山から生まれた暮らしの道具                     | 生方ななえ                           |
| 第234回 | 2019年10月1日  | 熊本県   | 天草陶磁器                 | 歴史がはぐくむ島の宝                           | 比嘉バービィ                         |
| 第235回 | 2019年10月15日 | 岐阜県   | 飛騨の木工製品             | 曲げて削って 魅惑のカーブ                      | 中山エミリ                           |
| 第236回 | 2019年11月5日  | 新潟県   | 漆工芸                     | 仏壇の技がいきる                               | 田中道子                             |
| 第237回 | 2019年11月12日 | 茨城県   | 水府提灯                   | 丈夫で長持ち 心なごむ明かり                    | 野村佑香                             |
| 第238回 | 2019年11月19日 | 滋賀県   | 焼きもの                   | ふるさとで学び 新しい“世界”へ                  | 福地桃子                             |
| 第239回 | 2019年12月3日  | 三重県   | 金属製品                   | アイデア満載！町工場の技                       | 藤澤恵麻                             |
| 第240回 | 2019年12月17日 | 山口県   | 工芸品と菓子               | 維新のふるさと 志を受け継いで                  | 生方ななえ                           |
| 第241回 | 2019年12月24日 | 石川県   | 装飾品                     | 百万石の美を装う                               | 田丸麻紀                             |
| 第242回 | 2020年1月7日   | 北海道   | 札幌の焼き物               | 個性が光る 北の大地の器                        | 南沢奈央                             |
| 第243回 | 2020年1月14日  | 山形県   | 履物                       | 足元をおしゃれに 気持ちよく                    | 春輝                                 |
| 第244回 | 2020年2月11日  | 新潟県   | 三条のキッチン用品         | 料理を楽しく！もっと便利に！                   | 黒谷友香                             |
| 第245回 | 2020年2月25日  | 兵庫県   | 播州織                     | カラフル＆アート コットンに革命を！            | 中越典子                             |
| 第246回 | 2020年3月3日   | 三重県   | 萬古焼                     | 彩り豊かに 使いやすく                          | 三倉茉奈                             |
| 第247回 | 2020年3月10日  | 香川県   | 木製品                     | 薫る伝統の和テイスト                           | 野村佑香                             |
| 第248回 | 2020年3月17日  | 福岡県   | 上野焼（あがのやき）       | 伝統に磨きをかけて                             | 中山エミリ                           |
| 第249回 | 2020年3月31日  | 島根県   | 組子製品                   | 組んで曲げて 暮らし豊かに                      | 佐藤藍子                             |
| 第250回 | 2020年4月7日   | 秋田県   | 木製品                     | 木々は豊か 技は多彩                            | 春輝                                 |
| 第251回 | 2020年4月14日  | 愛知県   | ガラス製品                 | 多彩な技巧 新たなきらめき                      | 藤澤恵麻                             |
| 第252回 | 2020年5月26日  | 東京都   | 小紋・刺繍・浮世絵         | さりげなく“粋”に                               | 野村佑香                             |
| 第253回 | 2020年8月11日  | 沖縄県   | 工芸品                     | 名匠への道 琉球の技は生き延びる                | 野村佑香                             |